# Asmate peltaria
Asmate peltaria är en fjärilsart som beskrevs av Jean Baptiste Boisduval 1840. Asmate peltaria ingår i släktet Asmate och familjen mätare. Inga underarter finns listade i Catalogue of Life.